# Gusztáv drága
A Gusztáv drága a Gusztáv című rajzfilmsorozat első évadának tizenharmadik epizódja.

## Rövid tartalom
Gusztáv álmában saját hibáitól szenved.

## Alkotók
- Írta és rendezte: Nepp József
- Zenéjét szerezte: Pethő Zsolt
- Rajzolták: Csiszér Ágnes, Révész Gabriella, Szoboszlay Péter, Vásárhelyi Magda
- Operatőr: Neményi Mária
- Hangmérnök: Bársony Péter
- Vágó: Czipauer János
- Színes technika: Dobrányi Géza, Kun Irén
- Gyártásvezető: Bártfai Miklós, László Andor

Készítette a Pannónia Filmstúdió.